# Szalom Tikwa
Szalom Tikwa (ur. 8 maja 1965 w Netanji) – izraelski piłkarz występujący na pozycji pomocnika.

## Kariera klubowa
Tikwa karierę rozpoczynał w 1982 roku w pierwszoligowym zespole Maccabi Netanja. W sezonie 1982/1983 wywalczył z nim mistrzostwo Izraela, a w sezonie 1987/1988 wicemistrzostwo Izraela. W 1988 roku przeszedł do belgijskiego Standardu Liège. W sezonie 1988/1989 dotarł z nim do finału Pucharu Belgii. Graczem Standardu był przez trzy sezony.
W 1991 roku Tikwa odszedł do francuskiego RC Lens. W Division 1 zadebiutował 1 listopada 1991 w zremisowanym 1:1 meczu z AS Cannes. W Lens spędził sezon 1991/1992. Potem przeniósł się do belgijskiego K Boom FC. W sezonie 1992/1993 zajął z nim ostatnie 18. miejsce w pierwszej lidze i spadł do drugiej. Wówczas jednak odszedł do Maccabi Netanja, gdzie tym razem występował przez jeden sezon.
W kolejnych latach Tikwa grał w szwajcarskim Neuchâtel Xamax oraz Standardzie Liège, a w 1996 roku został graczem Hapoelu Tel Awiw. W sezonie 1998/1999 zdobył z nim Puchar Izraela, a w sezonie 1999/2000 mistrzostwo Izraela oraz Puchar Izraela. W 2000 roku zakończył karierę.

## Kariera reprezentacyjna
W reprezentacji Izraela Tikwa zadebiutował 4 maja 1996 w przegranym 2:7 towarzyskim meczu z Argentyną. 8 kwietnia 1987 w przegranym 2:3 towarzyskim pojedynku z Rumunią strzelił swojego pierwszego gola w kadrze. W latach 1986–1994 w drużynie narodowej rozegrał 23 spotkania i zdobył 6 bramek.